# Channay-sur-Lathan

Channay-sur-Lathan este o comună în departamentul Indre-et-Loire, Franța. În 1 ianuarie 2022 avea o populație de 809 de locuitori.